# Saint-Georges-de-la-Couée
Saint-Georges-de-la-Couée är en kommun i departementet Sarthe i regionen Pays de la Loire i nordvästra Frankrike. Kommunen ligger i kantonen Le Grand-Lucé som tillhör arrondissementet La Flèche. År 2022 hade Saint-Georges-de-la-Couée 171 invånare.

## Befolkningsutveckling
Antalet invånare i kommunen Saint-Georges-de-la-Couée
| Referens: INSEE |